# (3912) Troja
(3912) Troja (1988 SG) – planetoida z pasa głównego asteroid okrążająca Słońce w ciągu 3,66 lat w średniej odległości 2,38 j.a. Odkryta 16 września 1988 roku.